# Shigeru Egami

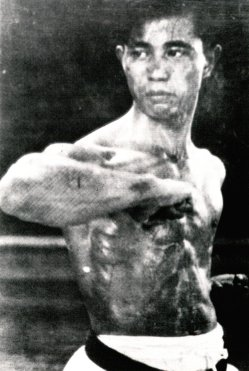
Siguiente Shigeru practicando

Shigeru Egami (江上 茂 Egami Shigeru?,  7 de diciembre de 1912 – 8 de enero de 1981) fue un maestro pionero del Karate Shotokan y fundador del estilo Shotokai. Fue alumno de Gichin Funakoshi, considerado el fundador del karate moderno.

## Juventud
Egami nació en Omuta, Prefectura de Fukuoka, en Japón. Fue uno de los primeros discípulos de Gichin Funakoshi. Le conoció cuando comenzó sus estudios en la Universidad de Waseda. Egami contribuyó a establecer el club de karate de la universidad. Anteriormente había practicado Judo, Kendo y Aikido.

## Experiencia en el Karate
Egami viajó por Japón con su maestro Funakoshi, su hijo Yoshitaka Funakoshi y con Takeshi Shimoda, haciendo demostraciones para promocionar el karate con el fin de convertirlo en un arte marcial oficial en Japón. Fue elegido por Funakoshi miembro del Comité de Evaluación, siendo el instructor más joven en haber recibido ese cargo. Enseñó karate en las universidades de Gakushin, Toho y Chuo. En mayo de 1949 ayudó a formar la Asociación Japonesa de Karate (JKA, Japan Karate Association) del lado de Funakoshi.
Tras cumplir los 40, su salud empeoró. En 1956 había pasado por dos operaciones quirúrgicas, e incluso llegó a sufrir infarto durante 10 minutos. Tras la muerte de Funakoshi en 1957, dedicó esfuerzos a intentar cambiar la imagen que se tenía del karate como "arte marcial peligrosa", continuando el esfuerzo hecho en ese sentido por su maestro. Egami evitó el aspecto deportivo del karate: consideraba que las competiciones desvirtuaban el espíritu del entrenamiento, e insistió en que debe interiorizarse que el karate es mucho más que ganar combates. Su legado contiene enseñanzas que incluyen aspectos de las tradiciones orientales que son considerados esotéricos por los practicantes de estilos de lucha meramente deportivos, como puede ser el concepto del Qì o el Kiai.
En los años 70 viajó a Los Ángeles (Estados Unidos), Europa y Taiwán para difundir sus principios del karate. Escribió el libro "El camino del Karate: Más allá de la técnica" (1976). Algunas ediciones póstumas revisadas en 1986 y 2000 fueron tituladas "El corazón del Karate-Do".